# (5373) 1988 VV3
(5373) 1988 VV3 (1988 VV3, 1975 VC10, 1977 DY1, 1979 RT, 1990 EJ6) — астероїд головного поясу, відкритий 14 листопада 1988 року.
Тіссеранів параметр щодо Юпітера — 3,385.